# Christoph-Schrempf-Gymnasium Besigheim
Das Christoph-Schrempf-Gymnasium Besigheim (CSGB) ist ein Gymnasium in Besigheim, Landkreis Ludwigsburg. Die Schule bietet ein naturwissenschaftliches (NwT) und ein sprachliches Profil mit Italienisch und bilingualem Zug an. Das Gymnasium hat seine Wurzeln in der Lateinschule Besigheim, eine der ältesten Lateinschulen Württembergs, und gehört mit seiner über 550-jährigen Schulgeschichte zu den ältesten Schulen in Deutschland.

## Beschreibung
Das nahe der Besigheimer Realschule gelegene Gymnasium wird 2017 von ca. 720 Schülern besucht. Zum Einzugsbereich der Schule zählen auch die Nachbarorte Hessigheim, Mundelsheim, Löchgau, Walheim, Freudental, Gemmrigheim und Ottmarsheim. Etwa 60 Prozent der Schüler der weiterführenden Schule kommen von auswärts.

## Geschichte

### Schulgeschichte
Am 20. April 1994 wurde das Besigheimer Gymnasium nach Christoph Schrempf benannt. Seit den 1990er Jahren verleiht die Schule den Christoph-Schrempf-Preis für das beste Deutschabitur. Schulleiter ist Frank Hielscher.

## Schulleben und Besonderheiten

### Streicherklasse
Am CSG können musikinteressierte Schüler ein Streichinstrument erlernen und ihre musische Ausbildung in einer Streicherklasse (in Klasse 5 und 6) intensivieren.

### Schulpartnerschaften
Das Gymnasium Besigheim kooperiert mit Partnerschulen in verschiedenen Ländern, beispielsweise mit Besigheims Partnerstädten Ay in Frankreich und Bátaszék in Ungarn. Daneben gibt es weitere regelmäßige Schüleraustauschfahrten nach Bitonto in Italien und Newton Abbot im Südwesten Englands. Darüber hinaus werden gute Kontakte zur Nanjing Foreign Language School in China gepflegt.

### Bilinguales Profil
In einem bilingualen Zug haben Schüler die Möglichkeit mit zusätzlichen Englischstunden ihre Fremdsprachenkenntnisse zu vertiefen.

### Initiative gegen Rassismus
Das CSGB wurde von der Initiative Schule ohne Rassismus – Schule mit Courage zertifiziert. Schulen die sich diesem Netzwerk anschließen, einigen sich in einer Selbstverpflichtung mehrheitlich darauf, aktiv gegen Rassismus vorzugehen.

### Weitere Besonderheiten
Daneben gibt es für Schüler folgende Angebote und Besonderheiten:
- Ein Sozialpraktikum mit verpflichtender Teilnahme an einer Ersthelferausbildung gehört zum pädagogischen Konzept[9]
- Begabtenförderung (Debating)
- Sozialcurriculum
- Präventionscurriculum
- Tanzsportclub
- zahlreiche Arbeitsgemeinschaften, darunter Akustik-, Veranstaltungstechnik-, Informatik- und Film-AG

## Förderverein
Der im November 1972 von ehemaligen und Eltern gegründete Förderverein des Christoph-Schrempf-Gymnasiums e.V. zählt rund 100 Mitglieder.

## Ehemalige Schüler und Lehrer

### Bekannte Lehrer
- Günther Bentele, Autor (Deutsch, Geschichte, Ethik und Philosophie)

### Bekannte Schüler
- Hans Mezger, Ingenieur, Chef der Motorsportabteilung von Porsche
- Roland Bothner (Abitur 1973), Universitätsprofessor, Kunsthistoriker, Philosoph, Literat und Künstler
- Sven Hammer, Tierarzt, Artenschützer und Tierparkdirektor
- Friederike Kempter (Abitur 1999), Schauspielerin